# Basodino
Basodino – szczyt w Alpach Lepontyńskich, części Alp Zachodnich. Leży na granicy między Szwajcarią (kanton Ticino) a Włochami (region Piemont). Należy do podgrupy Alpy Ticino i Verbano. Można go zdobyć ze schroniska Rifugio Piano delle Creste (2108 m) lub Capanna Basodino (1856 m) po stronie szwajcarskiej lub Rifugio Maria Luisa (2157 m) po stronie włoskiej.